# Cryptanthus roberto-kautskyi
Cryptanthus roberto-kautskyi är en gräsväxtart som beskrevs av Elton Martinez Carvalho Leme. Cryptanthus roberto-kautskyi ingår i släktet Cryptanthus, och familjen Bromeliaceae. Inga underarter finns listade i Catalogue of Life.